# Ludovic Obraniak
Ludovic Joseph Obraniak (phát âm tiếng Ba Lan: [luˈdɔvʲik ɔˈbraɲak]; sinh ngày 10 tháng 11 năm 1984) là một cựu cầu thủ bóng đá người Pháp gốc Ba Lan. Anh chủ yếu chơi ở vị trí tiền vệ công. Anh từng khoác áo tuyển quốc gia Ba Lan.

## Sự nghiệp

### FC Metz
Obraniak bắt đầu sự nghiệp chơi bóng cùng câu lạc bộ địa phương FC Metz. Do phong độ ổn định ở đội dự bị, anh nhanh chóng được gọi lên đội một bởi huấn luyện viên khi ấy là Jean Fernandez để có trận ra mắt trong mùa giải 2003–04 trong trận thua 0–2 trước Bordeaux, anh vào sân thay người ở cuối trận và mặc áo số 13. Trong 2 năm tiếp theo, Metz thể hiện phong độ phập phù với vị trí số 16 ở mùa 2004–05 và ở đáy bảng xếp hạng mùa 2005–06, qua đó bị đánh rớt hạng. Obraniak là điểm sáng trong đội hình với 61 lần ra sân và ghi 3 bàn thắng trong những năm ấy.
Cùng Metz tại Ligue 2, nhiều câu lạc bộ của Ligue 1 đã bày tỏ sự quan tâm cho Obraniak. Mặc dù vậy, anh vẫn chơi nửa mùa giải Ligue 2 cùng Metz trong 20 trận và ghi 2 bàn thắng. Anh ra đi vào mùa bóng kế tiếp. Sau nhiều tuần đàm phán trong im lặng, Metz cuối cùng đã chốt thỏa thuận vào ngày 23 tháng 1 năm 2007 với câu lạc bộ Lille OSC ở vùng Nord-Pas de Calais. Metz thu về 1,2 triệu euro kèm theo tiền đạo người Thụy Sĩ Daniel Gygax.

### Lille OSC
Obraniak đồng ý bản hợp đồng 4 năm giúp anh ở lại câu lạc bộ đến 2010. Anh có trận ra mắt Lille sau đó 4 ngày khi vào sân từ ghế dự bị trong trận chạm trán Bordeaux. Anh chơi mọi trận bóng còn lại của mùa, vừa đá chính lại vừa đá dự bị. Khi Lille góp mặt tại UEFA Champions League mùa giải đó, anh đã có mặt ở cả hai lượt trận đấu loại trực tiếp gặp Manchester United. Ở mùa giải kế tiếp, Obraniak đã có một mùa bóng khiêm tốn với 35 trận đá và ghi được 2 goals, dù Lille không được dự cúp châu Âu do thứ hạng thấp trên bảng xếp hạng. Ở mùa 2008–09, anh khởi đầu tốt với 7 bàn chỉ sau 16 trận giúp cho Lille vọt lên hạng 5 ngay trước kì nghỉ đông. Nửa sau mùa giải, anh không được đá chính thường xuyên và quyết định rời câu lạc bộ. Tuy nhiên anh là nhân tố giúp Lille giành cú đúp vô địch Ligue 1 và Cúp bóng đá Pháp ở mùa 2010-11. Ở trận Chung kết Cúp bóng đá Pháp 2011 anh vào sân thay Moussa Sow và ghi bàn thắng quyết định để đưa Lille thắng 1-0 trước Paris Saint-Germain.

### Bordeaux
Ngày 12 tháng 1 năm 2012, Obraniak ký hợp đồng 3 năm rưỡi với câu lạc bộ Bordeaux của Ligue 1. Tháng 2, anh ghi hai bàn thắng trong trận thắng 5–4 trên sân của câu lạc bộ cũ Lille, trong đó có bàn ở phút bù giờ.

### Werder Bremen
Tháng 1 năm 2014, Obraniak rời Pháp lần đầu tiên trong sự nghiệp và chuyển tới câu lạc bộ Werder Bremen của Đức chơi tại Bundesliga. Anh ký hợp đồng hai năm rưỡi đến mùa hè 2016 và vụ chuyển nhượng được cho là có giá 2 triệu euro. Trước khi quyết định chuyển đến Werder, anh đã nhờ cầu thủ đồng hương người Pháp Johan Micoud tư vấn vì người này từng có thời gian chơi bóng tốt tại Bremen vào thập niên 2000.

## Thống kê sự nghiệp
Tính đến 5 tháng 8 năm 2018

### Cấp câu lạc bộ
| Câu lạc bộ             | Mùa                | Giải                   | Giải    | Giải      | Cúp              | Cúp              | Cúp quốc gia      | Cúp quốc gia      | Liên lục địa | Liên lục địa | Tổng cộng | Tổng cộng |
| Câu lạc bộ             | Mùa                | Hạng đấu               | Số trận | Bàn thắng | Số trận          | Bàn thắng        | Số trận           | Bàn thắng         | Số trận      | Bàn thắng    | Số trận   | Bàn thắng |
| Pháp                   | Pháp               | Pháp                   | Giải    | Giải      | Cúp bóng đá Pháp | Cúp bóng đá Pháp | Coupe de la Ligue | Coupe de la Ligue | Cúp châu Âu  | Cúp châu Âu  | Tổng cộng | Tổng cộng |
| ---------------------- | ------------------ | ---------------------- | ------- | --------- | ---------------- | ---------------- | ----------------- | ----------------- | ------------ | ------------ | --------- | --------- |
| Metz                   | 2002–03            | Ligue 2                | 9       | 0         | 2                | 0                | 2                 | 0                 | –            | –            | 13        | 0         |
| Metz                   | 2003–04            | Ligue 1                | 9       | 0         | 1                | 0                | 1                 | 0                 | –            | –            | 11        | 0         |
| Metz                   | 2004–05            | Ligue 1                | 30      | 2         | 2                | 0                | 1                 | 0                 | –            | –            | 33        | 2         |
| Metz                   | 2005–06            | Ligue 1                | 31      | 1         | 2                | 0                | 1                 | 0                 | –            | –            | 34        | 1         |
| Metz                   | 2006–07            | Ligue 2                | 20      | 2         | 3                | 0                | 1                 | 0                 | –            | –            | 24        | 2         |
| Metz                   | Tổng cộng          | Tổng cộng              | 99      | 5         | 10               | 0                | 6                 | 0                 | 0            | 0            | 115       | 5         |
| Lille                  | 2006–07            | Ligue 1                | 17      | 0         | 1                | 0                | –                 | –                 | 2            | 0            | 20        | 0         |
| Lille                  | 2007–08            | Ligue 1                | 35      | 2         | 3                | 0                | 1                 | 0                 | –            | –            | 39        | 2         |
| Lille                  | 2008–09            | Ligue 1                | 33      | 9         | 3                | 0                | 1                 | 0                 | –            | –            | 37        | 9         |
| Lille                  | 2009–10            | Ligue 1                | 29      | 4         | 1                | 0                | 2                 | 0                 | 11           | 2            | 43        | 6         |
| Lille                  | 2010–11            | Ligue 1                | 26      | 2         | 6                | 1                | 2                 | 0                 | 9            | 1            | 43        | 4         |
| Lille                  | 2011–12            | Ligue 1                | 12      | 2         | –                | –                | 2                 | 0                 | 5            | 0            | 19        | 2         |
| Lille                  | Tổng cộng          | Tổng cộng              | 152     | 19        | 14               | 1                | 8                 | 0                 | 27           | 3            | 201       | 23        |
| Bordeaux               | 2011–12            | Ligue 1                | 17      | 4         | 2                | 0                | –                 | –                 | –            | –            | 19        | 4         |
| Bordeaux               | 2012–13            | Ligue 1                | 30      | 6         | 4                | 0                | –                 | –                 | 8            | 1            | 42        | 7         |
| Bordeaux               | 2013–14            | Ligue 1                | 21      | 4         | 1                | 0                | 3                 | 0                 | 2            | 0            | 27        | 4         |
| Bordeaux               | Tổng cộng          | Tổng cộng              | 68      | 14        | 7                | 0                | 3                 | 0                 | 10           | 1            | 88        | 15        |
| Đức                    | Đức                | Đức                    | Giải    | Giải      | Cúp bóng đá Đức  | Cúp bóng đá Đức  | DFL-Ligapokal     | DFL-Ligapokal     | Cúp châu Âu  | Cúp châu Âu  | Tổng cộng | Tổng cộng |
| Werder Bremen          | 2013–14            | Bundesliga             | 10      | 1         | –                | –                | –                 | –                 | –            | –            | 10        | 1         |
| Werder Bremen          | 2014–15            | Bundesliga             | 2       | 0         | 1                | 0                | –                 | –                 | –            | –            | 3         | 0         |
| Werder Bremen          | Tổng cộng          | Tổng cộng              | 12      | 1         | 1                | 0                | 0                 | 0                 | 0            | 0            | 13        | 1         |
| Thổ Nhĩ Kỳ             | Thổ Nhĩ Kỳ         | Thổ Nhĩ Kỳ             | Giải    | Giải      | Cúp Thổ Nhĩ Kỳ   | Cúp Thổ Nhĩ Kỳ   | Khác              | Khác              | Cúp châu Âu  | Cúp châu Âu  | Tổng cộng | Tổng cộng |
| Çaykur Rizespor (mượn) | 2014–15            | Süper Lig              | 16      | 2         | 2                | 0                | –                 | –                 | –            | –            | 18        | 2         |
| Israel                 | Israel             | Israel                 | Giải    | Giải      | Cúp Israeli      | Cúp Israeli      | Khác              | Khác              | Cúp châu Âu  | Cúp châu Âu  | Tổng cộng | Tổng cộng |
| Maccabi Haifa          | 2015–16            | Israeli Premier League | 26      | 3         | 4                | 0                | –                 | –                 | 2            | 0            | 32        | 3         |
| Pháp                   | Pháp               | Pháp                   | Giải    | Giải      | Cúp bóng đá Pháp | Cúp bóng đá Pháp | Coupe de la Ligue | Coupe de la Ligue | Cúp châu Âu  | Cúp châu Âu  | Tổng cộng | Tổng cộng |
| Auxerre                | 2016–17            | Ligue 2                | 20      | 0         | 5                | 0                | –                 | –                 | –            | –            | 25        | 0         |
| Auxerre                | 2017–18            | Ligue 2                | 16      | 0         | 3                | 0                | 1                 | 0                 | –            | –            | 20        | 0         |
| Auxerre                | Tổng cộng          | Tổng cộng              | 36      | 0         | 8                | 0                | 1                 | 0                 | 0            | 0            | 45        | 0         |
| Tổng kết sự nghiệp     | Tổng kết sự nghiệp | Tổng kết sự nghiệp     | 409     | 44        | 46               | 1                | 18                | 0                 | 39           | 4            | 512       | 49        |

### Bàn thắng cho đội tuyển
| #  | Ngày                 | Nơi tổ chức                          | Đối thủ     | Tỉ số | Kết quả | Giải đấu |
| -- | -------------------- | ------------------------------------ | ----------- | ----- | ------- | -------- |
| 1. | 12 tháng 8 năm 2009  | Bydgoszcz, Ba Lan                    | Hy Lạp      | 2–0   | 2–0     | Giao hữu |
| 2. | 12 tháng 10 năm 2010 | Montreal, Canada                     | Ecuador     | 2–1   | 2–2     | Giao hữu |
| 3. | 17 tháng 11 năm 2010 | Poznań, Ba Lan                       | Bờ Biển Ngà | 2–1   | 3–1     | Giao hữu |
| 4. | 2 tháng 6 năm 2012   | Sân vận động Quân đội Ba Lan, Ba Lan | Andorra     | 1–0   | 4–0     | Giao hữu |
| 5. | 14 tháng 1 năm 2012  | Gdańsk, Ba Lan                       | Uruguay     | 1–2   | 1–3     | Giao hữu |

## Danh hiệu

### Câu lạc bộ
Lille
- Ligue 1: 2010–11
- Cúp bóng đá Pháp: 2010–11

Bordeaux
- Cúp bóng đá Pháp: 2012–13

Maccabi Haifa
- Israel State Cup: 2015–16

### Cá nhân
- Cầu thủ hay nhất trận chung kết Cúp bóng đá Pháp: 2011